# Injustice (série)
Injustice é uma série de jogos eletrônicos de luta de super-heróis crossover desenvolvida pela NetherRealm Studios e publicada pela Warner Bros. Interactive Entertainment, apresentando personagens do universo da DC Comics. Os jogos foram dirigidos pelo criador de Mortal Kombat e veterano da indústria Ed Boon, cuja equipe havia desenvolvido anteriormente Mortal Kombat vs. DC Universe pela Midway Games, e escritos por Brian Chard, Dominic Cianciolo, John Vogel e Jon Greenberg. A série apresenta os talentos de voz de Kevin Conroy, George Newbern, Susan Eisenber, Phil LaMarr, Alan Tudyk, Grey Griffin, Fred Tatasciore, Tara Strong, Khary Payton e Richard Epcar, reprisando seus papéis de várias mídias da DC Comics.
O enredo principal e a premissa da série acontecem em uma realidade alternativa à continuidade principal do Universo DC, onde Superman se torna um tirano e estabelece uma nova ordem mundial depois que o Coringa o engana para matar Lois Lane e destruir Metrópolis com uma bomba nuclear, fazendo com que Batman forme uma insurgência em um esforço para impedir seu regime. O primeiro jogo, Injustice: Gods Among Us (2013), foca em Batman recebendo ajuda de um universo alternativo onde ele convoca contrapartes dos membros da Liga da Justiça de outro universo para se juntarem à sua insurgência e acabarem com o regime. O segundo jogo, Injustice 2 (2017), segue a mesma narrativa cinco anos depois dos eventos do primeiro jogo ambientados no mesmo universo do Regime onde a insurgência de Batman reconstrói a sociedade após a queda de Superman enquanto lida com uma Sociedade de Super Vilões liderada por Gorilla Grodd e o colecionador alienígena Brainiac, forçando Batman a considerar libertar Superman para ajudar a combater as ameaças.

## Jogos publicados
| Injustice: Gods Among Us                  | 2013 | Sim | Sim | Sim | Sim | Sim | Sim |     | Sim | Sim |
| Injustice: Gods Among Us Ultimate Edition | 2013 | Sim | Sim | Sim |     | Sim | Sim |     |     |     |
| Injustice 2: Every Battle Defines You     | 2017 |     | Sim |     |     | Sim |     | Sim | Sim | Sim |
| Injustice 2: Legendary Edition            | 2018 |     | Sim |     |     | Sim |     | Sim |     |     |

### Injustice: Gods Among Us
No primeiro jogo da série, ambientado em uma realidade alternativa, Superman estabelece uma nova ordem mundial após o Coringa o enganar para matar Lois Lane e destruir Metrópolis com uma bomba nuclear. Em um esforço para impedir isso, Batman convoca contrapartes de outro universo para acabar com o regime.

##### Pacote de expansão
Uma versão expandida do jogo, intitulada Injustice: Gods Among Us Ultimate Edition, foi lançada em novembro de 2013 para PlayStation 3, PlayStation 4, PlayStation Vita, Xbox 360 e Windows. A edição Ultimate Edition do jogo, que inclui todo o conteúdo já lançado anteriormente foi editada a 12 e 29 de Novembro na América do Norte e Europa, respectivamente. A Netherealm já confirmou que depois do lançamento da Ultimate Edition, não haverá mais personagens como conteúdo adicional.

### Injustice 2
Ambientado cinco anos após os eventos de Injustice: Gods Among Us, Injustice 2 apresenta um elenco maior de personagens e se passa no mesmo universo onde Batman e sua Insurgência reconstroem a sociedade após a queda do Superman, enquanto lidam com uma Sociedade de Super vilões liderada por Gorilla Grodd e um colecionador de mundos chamado Brainiac, onde Batman não tem escolha a não ser considerar libertar o Superman para equilibrar as probabilidades.

##### Pacote de expansão
Em 28 de fevereiro de 2018, a Warner Bros. Interactive Entertainment anunciou Injustice 2: Legendary Edition. Semelhante à Ultimate Edition para Injustice: Gods Among Us, a Legendary Edition inclui todo o conteúdo para download lançado anteriormente para Injustice 2. também apresenta novos recursos, como um sistema de tutorial expandido chamado "Learn Hub", novos itens de equipamento e um limite de nível de personagem aumentado. Além disso, aqueles que encomendaram a Day One Edition da Legendary Edition receberam uma moeda colecionável, uma caixa de steelbook, um "cartão de aço para download exclusivo de quadrinhos" e 11.000 Source Crystals para usar no jogo. A Legendary Edition foi lançada em 27 de março de 2018 para PlayStation 4, Xbox One e Windows.

## Personagens
Indicadores de lista
- Uma célula cinza claro indica que o personagem não estava no videogame ou no filme de animação.

| Batman Bruce Alan Wayne                                      | Kevin Conroy    | Kevin Conroy         | Anson Mount          |  |
| Superman Kal-El / Clark Joseph Kent                          | George Newbern  | George Newbern       | Justin Hartley       |  |
| Cyborg Victor "Vic" Stone                                    | Khary Payton    | Khary Payton         | Brandon Micheal Hall |  |
| Coringa                                                      | Richard Epcar   | Richard Epcar        | Kevin Pollak         |  |
| Mulher-Maravilha Princesa Diana de Themyscira / Diana Prince | Susan Eisenberg | Susan Eisenberg      | Janet Varney         |  |
| Arqueiro Verde Oliver Jonas "Ollie" Queen                    | Alan Tudyk      | Alan Tudyk           | Reid Scott           |  |
| Mulher-Gato Selina Kyle                                      | Grey Griffin    | Grey Griffin         | Anika Noni Rose      |  |
| Arlequina Dra. Harleen Frances Quinzel                       | Tara Strong     | Tara Strong          | Gillian Jacobs       |  |
| Bane                                                         | Fred Tatasciore | Fred Tatasciore      | [N/A]                |  |
| Adão Negro Teth-Adam                                         | Joey Naber      | Joey Naber           |                      |  |
| Aquaman Arthur Joseph Curry                                  | Phil LaMarr     | Phil LaMarr          | Derek Phillips       |  |
| Lanterna Verde Harold Lawrence "Hal" Jordan                  | Adam Baldwin    | Steve Blum           | Brian T. Delaney     |  |
| O Flash Bartholomew Henry "Barry" Allen                      | Neal McDonough  | Taliesin Jaffe       | Yuri Lowenthal       |  |
| Robin/Asa Noturna Damian Al Ghul Wayne                       | Neal McDonough  | Scott Porter         | Zach Callison        |  |
| Asa Noturna/Deadwing Richard John "Dick" Grayson             | Troy Baker      |                      | Derek Phillips       |  |
| Sinestro                                                     | Troy Baker      |                      |                      |  |
|                                                              | Jennifer Hale   |                      |                      |  |
| Nevasca Dra. Louise Lincoln                                  |                 | Cameo                |                      |  |
| Exterminador Slade Joseph Wilson                             | J.G. Hertzler   |                      |                      |  |
| Ares                                                         | J.G. Hertzler   |                      |                      |  |
| Apocalypse                                                   | Khary Payton    |                      | Hallucination        |  |
| Lex Luthor                                                   | Mark Rolston    |                      |                      |  |
| Ravena Rachel Roth                                           | Tara Strong     |                      | [N/A]                |  |
| Shazam William Joseph "Billy" Batson                         | Joey Naber      |                      | Yuri Lowenthal       |  |
|                                                              | Fred Tatasciore |                      | [N/A]                |  |
| Brainiac Vril Dox                                            |                 | Jeffery Combs        |                      |  |
| Gorila Grodd                                                 |                 | Charles Halford      |                      |  |
| Atrocitus                                                    |                 | Ike Amadi            |                      |  |
| Nuclear Jason Thomas Rusch                                   |                 | Ogie Banks           |                      |  |
| Canário Negro Dinah Laurel Lance                             |                 | Vanessa Marshall     |                      |  |
| Espantalho Dr. Jonathan Crane                                |                 | Robert Englund       | Cameo                |  |
| Capitão Frio Leonard "Lenny" Snart                           |                 | C. Thomas Howell     | Cameo                |  |
| Mulher-Leopardo Dra. Barbara Ann Minerva                     |                 | Erica Luttrell       | Cameo                |  |
| Pistoleiro Floyd Lawton                                      |                 | Matthew Mercer       | Cameo                |  |
| Senhor Destino Dr. Kent Nelson                               |                 | David Sobolov        |                      |  |
| Besouro Azul Jaime Reyes                                     |                 | Antony Del Rio       |                      |  |
| Hera Venenosa Dra. Pamela Lillian Isley                      |                 | Tasia Valenza        | [N/A]                |  |
|                                                              |                 | Laura Bailey         |                      |  |
| Monstro do Pântano Dr. Alexander "Alec" Holland              |                 | Fred Tatasciore      |                      |  |
| Personagens da DLC                                           |                 |                      |                      |  |
| Batgirl Barbara Joan Gordon                                  | Kimberly Brooks |                      |                      |  |
| Caçador de Marte J'onn J'onzz                                | Carl Lumbly     |                      |                      |  |
| Lobo                                                         | David Sobolov   |                      |                      |  |
| General Zod                                                  | Nolan North     |                      |                      |  |
| Zatanna Zatanna Joanna Zatara                                | Lacey Chabert   |                      |                      |  |
| Darkseid Uxas                                                |                 | Michael-Leon Wooley  |                      |  |
| Jason Todd Jason Peter Todd                                  |                 | Cameron Bowen        |                      |  |
| Estelar Koriand'r                                            |                 | Kari Wahlgren        |                      |  |
| Arraia Negra David Milton Hyde                               |                 | Kane Jungbluth-Murry |                      |  |
|                                                              |                 | Matthew Yang King    |                      |  |
| Magia Dra. June Moone                                        |                 | Brandy Kopp          | Cameo                |  |
| Personagens convidados                                       |                 |                      |                      |  |
| Scorpion Hanzo Hasashi                                       | Patrick Seitz   |                      |                      |  |
| Sub-Zero Kuai Liang                                          |                 | Steve Blum           |                      |  |
| Raiden                                                       |                 | Richard Epcar        |                      |  |
| Hellboy Anung Un Rama                                        |                 | Bruce Barker         |                      |  |
| Leonardo                                                     |                 | Corey Krueger        |                      |  |
| Raphael                                                      |                 | Ben Rausch           |                      |  |
| Donatello                                                    |                 | Joe Brogie           |                      |  |
| Michelangelo                                                 |                 | Ryan Cooper          |                      |  |
| Skins de estreia                                             |                 |                      |                      |  |
| Arqueiro Oliver Queen                                        | Stephen Amell   |                      |                      |  |
| Lanterna Verde Johnathan Marshall "John" Stewart             | Phil LaMarr     | Phil LaMarr          |                      |  |
| Grid                                                         |                 | Khary Payton         |                      |  |
| Flash Reverso Prof. Eobard Thawne                            |                 | Liam O'Brien         | Cameo                |  |
| Poderosa Karen Starr                                         |                 | Sara Cravens         |                      |  |
| Senhor Frio Dr. Victor Fries                                 |                 | Jim Pirri            |                      |  |
| Vixen Mari Jiwe McCabe                                       |                 | Megalyn Echikunwoke  |                      |  |
| Flash Jason Peter "Jay" Garrick                              |                 | Travis Willingham    |                      |  |
| Raio Negro Jefferson Micheal "Jeff" Pierce                   |                 | Kane Jungbluth-Murry |                      |  |
| Bizarro El-Kal / Kent Clark                                  |                 | Patrick Seitz        |                      |  |
| Personagens não jogáveis                                     |                 |                      |                      |  |
| Brother Eye                                                  |                 | David Loefell        |                      |  |
| Lucius Fox                                                   |                 | Phil LaMarr          |                      |  |
| Doctor Randall                                               |                 | Tara Strong          |                      |  |
| Allura In-Ze                                                 |                 | Grey Griffin         |                      |  |
| Victor Zsasz                                                 |                 | Steve Blum           | Reid Scott           |  |
| Nuclear Prof. Martin Stein                                   |                 | Fred Tatasciore      |                      |  |
| Brainiac 5 Querl Dox                                         |                 | Liam O'Brien         |                      |  |
| Personagens de filmes                                        |                 |                      |                      |  |
| Lois Lane                                                    |                 |                      | Laura Bailey         |  |
| Ramą Kushna                                                  |                 |                      | Laura Bailey         |  |
| Jimmy Olsen                                                  |                 |                      | Zach Calison         |  |
| Capitão Átomo Cpt. Nathaniel Christopher "Nate" Adams        |                 |                      | Fred Tatasciore      |  |
| Mestre dos Espelhos Evan McCulloch                           |                 |                      | Yuri Lowenthal       |  |
| Ra's al Ghul                                                 |                 |                      | Faran Tahir          |  |
| Jonathan Kent                                                |                 |                      | Kevin Pollak         |  |
| Presidente dos Estados Unidos                                |                 |                      | Kevin Pollak         |  |
| Crocodilo Waylon Jones                                       |                 |                      | Edwin Hodge          |  |
|                                                              |                 |                      | Edwin Hodge          |  |
| Homem-Borracha Patrick Edward "Eel" O'Brian                  |                 |                      | Oliver Hudson        |  |
| Mirror Master Soldier                                        |                 |                      | Andrew Morgado       |  |
| Caçadora Helena Rosa Bertinelli                              |                 |                      | [N/A]                |  |
|                                                              |                 |                      | [N/A]                |  |
| Cara-de-Barro Basil Karlo                                    |                 |                      | [N/A]                |  |
| Amazo                                                        |                 |                      | [N/A]                |  |
| Élektron Dr. Raymond Cosmo "Ray" Palmer                      |                 |                      | [N/A]                |  |
| Homem Calendário Julian Gregorian Day                        |                 |                      | Cameo                |  |
| Perry White                                                  |                 |                      | Cameo                |  |
| Mago do tempo Mark Mardon                                    |                 |                      | Cameo                |  |
| Trapaceiro Axel Walker                                       |                 |                      | Cameo                |  |
|                                                              |                 |                      | Cameo                |  |
| Riddler Edward Nigma                                         |                 |                      | Cameo                |  |
| Duas-Caras Harvey Dent                                       |                 |                      | Cameo                |  |
| Chapeleiro Louco Jervis Tetch                                |                 |                      | Cameo                |  |
| Mantis                                                       |                 |                      | Cameo                |  |
| Capitão Bumerangue George "Digger" Harkness                  |                 |                      | Cameo                |  |
| Giganta Dra. Doris Zeul                                      |                 |                      | Cameo                |  |
| Homem-Gato Thomas Reese Blake                                |                 |                      | Cameo                |  |
| Flautista Harley Rathaway                                    |                 |                      | Cameo                |  |
| Turtle                                                       |                 |                      | Cameo                |  |
| Morcego Humano Dr. Robert Kirkland "Kirk" Langstrom          |                 |                      | Cameo                |  |
| Ron Troupe                                                   |                 |                      | Cameo                |  |

## Em outras mídias

### Histórias em quadrinhos
A série de histórias em quadrinhos Injustice: Gods Among Us serve como uma prequela detalhando os eventos que levaram ao jogo, bem como aqueles que acontecem no interregno entre o assassinato do Coringa pelo Superman e a descoberta do universo primário. A série foi escrita pela primeira vez por Tom Taylor e ilustrada por vários artistas, incluindo Jheremy Raapack, Mike S. Miller, Bruno Redondo, Tom Derenick e outros. A história em quadrinhos foi lançada digitalmente a partir de 15 de janeiro de 2013. A série foi posteriormente lançada em formato regular de história em quadrinhos e, eventualmente, uma edição coletada. Tom Taylor deixou a série após escrever Injustice: Year Three #14, com Brian Buccellato substituindo-o, continuando a história no Ano Quatro e Cinco. O capítulo final da série foi lançado em setembro de 2016, deixando a história incompleta; outra série de histórias em quadrinhos, intitulada Injustice: Ground Zero, surgiu depois, retomando a história e concluindo a recontagem dos eventos do jogo da perspectiva de Harley Quinn.
A série de histórias em quadrinhos Injustice 2 serve como uma prequela para os eventos do jogo. A série foi escrita por Tom Taylor, que já havia trabalhado nos quadrinhos tie-in para Injustice: Gods Among Us. Bruno Redondo é seu artista principal, com arte contribuinte de Juan Albarran, Daniel Sempere e Mike S. Miller. A partir de 11 de abril de 2017, a série foi lançada em capítulos semanais por meio de vários varejistas digitais, incluindo ComiXology, Google Play Books, Kindle Store e o próprio aplicativo móvel da DC Comics. As versões impressas ficaram disponíveis para compra no mês seguinte, em 3 de maio, cada uma contendo vários capítulos digitais.
Uma minissérie conhecida como Injustice vs. Masters of the Universe apresentando um crossover com a franquia Masters of the Universe da Mattel foi publicada pela primeira vez em 18 de julho de 2018 pela DC Comics. Foi escrita por Tim Seeley com arte de Freddie Williams II, e segue o final alternativo do segundo jogo, onde Superman vence Batman. Depois de matar Braniac e se combinar com a nave Braniac, Superman transformou Batman com a ajuda da tecnologia Braniac no Oráculo Negro, que pode prever crimes antes que aconteçam. Damian Wayne, que se tornou adulto, se junta a Cyborg e busca a ajuda dos Mestres do Universo para impedir Superman para sempre. Damian consegue libertar Batman do controle do Superman, mas é morto pela Mulher-Maravilha por sua traição, o que desencadeia a liberação de Batman da programação do Superman. Depois que as forças de Darkseid e Skeletor invadem a Terra e Eternia , eles precisam cooperar para salvar o mundo.
O universo de Injustice retornou na minissérie Dawn of DC Adventures of Superman: Jon Kent , escrita pelo escritor original de Injustice, Tom Taylor.

### Filme
Um filme animado de Injustice foi lançado em outubro de 2021 como parte da linha DC Universe Animated Original Movies. O filme é uma adaptação da série de quadrinhos Year One, apresentando um elenco de voz diferente em vez do elenco regular dos jogos. O filme foi lançado para formatos digitais e físicos.

## Recepção
| Jogo                     | Metacritic                                                                     |
| ------------------------ | ------------------------------------------------------------------------------ |
| Injustice: Gods Among Us | (WIIU) 82/100 (X360) 81/100 (PS4) 80/100 (PC) 79/100 (PS3) 78/100 (iOS) 69/100 |
| Injustice 2              | 87/100 (PS4) 88/100 (XONE)                                                     |

A série foi um sucesso comercial e de crítica, com elogios à sua história, mecânica de jogo, apresentação, abundância de conteúdo no jogo, opções de personalização de personagens e uso da licença da DC Comics.
O filme animado Injustice, no entanto, recebeu críticas mistas. No site agregador de críticas Rotten Tomatoes, 60% das avaliações de 5 críticos são positivas, com uma classificação média de 5,60/10. As críticas foram direcionadas às mortes de personagens sem cerimônia, ao desenvolvimento pobre dos personagens, à infidelidade ao material de origem e ao enredo exagerado. Alguns críticos, no entanto, elogiaram a dublagem e a animação.